# Municipio de Minnie (Minnesota)
El municipio de Minnie (en inglés: Minnie Township) es un municipio ubicado en el condado de Beltrami en el estado estadounidense de Minnesota. En el año 2010 tenía una población de 26 habitantes y una densidad poblacional de 0,29 personas por km².

## Geografía
El municipio de Minnie se encuentra ubicado en las coordenadas 48°19′24″N 95°16′16″O / 48.32333, -95.27111. Según la Oficina del Censo de los Estados Unidos, el municipio tiene una superficie total de 90.4 km², de la cual 90,4 km² corresponden a tierra firme y (0 %) 0 km² es agua.

## Demografía
Según el censo de 2010, había 26 personas residiendo en el municipio de Minnie. La densidad de población era de 0,29 hab./km². De los 26 habitantes, el municipio de Minnie estaba compuesto por el 100 % blancos. Del total de la población el 0 % eran hispanos o latinos de cualquier raza.